# Smerinthini
Smerinthini este un trib care conține specii de molii din familia Sphingidae. 

## Taxonomie
- Genul Acanthosphinx - Aurivillius, 1891
- Genul Afroclanis - Carcasson, 1968
- Genul Afrosataspes - Basquin & Cadiou, 1986
- Genul Afrosphinx - Carcasson, 1968
- Genul Agnosia - Rothschild & Jordan, 1903
- Genul Amorpha - Hübner, 1809
- Genul Anambulyx - Rothschild & Jordan, 1903
- Genul Andriasa - Walker, 1856
- Genul Avinoffia - Clark, 1929
- Genul Cadiouclanis - Eitschberger, 2007
- Genul Callambulyx - Rothschild & Jordan, 1903
- Genul Ceridia - Rothschild & Jordan, 1903
- Genul Chloroclanis - Carcasson, 1968
- Genul Clanidopsis - Rothschild & Jordan, 1903
- Genul Clanis - Hübner, 1819
- Genul Coequosa - Walker, 1856
- Genul Craspedortha - Mell, 1922
- Genul Cypa - Walker, 1865
- Genul Cypoides - Matsumura, 1921
- Genul Daphnusa - Walker, 1856
- Genul Dargeclanis - Eitschberger, 2007
- Genul Degmaptera - Hampson, 1896
- Genul Falcatula - Carcasson, 1968
- Genul Grillotius - Rougeot, 1973
- Genul Gynoeryx - Carcasson, 1968
- Genul Imber - Moulds, Tuttle & Lane, 2010
- Genul Langia - Moore, 1872
- Genul Laothoe - Fabricius, 1807
- Genul Larunda - Kernbach, 1954
- Genul Leptoclanis - Rothschild & Jordan, 1903
- Genul Leucophlebia - Westwood, 1847
- Genul Likoma - Rothschild & Jordan, 1903
- Genul Lophostethus - Butler, 1876
- Genul Lycosphingia - Rothschild & Jordan, 1903
- Genul Malgassoclanis - Carcasson, 1968
- Genul Marumba - Moore, 1882
- Genul Microclanis - Carcasson, 1968
- Genul Mimas - Hübner, 1819
- Genul Morwennius - Cassidy, Allen & Harman, 2002
- Genul Neoclanis - Carcasson, 1968
- Genul Neopolyptychus - Carcasson, 1968
- Genul Opistoclanis - Jordan, 1929
- Genul Oplerclanis - Eitschberger, 2007
- Genul Pachysphinx - Rothschild & Jordan, 1903
- Genul Paonias - Hübner, 1819
- Genul Parum - Rothschild & Jordan, 1903
- Genul Phyllosphingia - Swinhoe, 1897
- Genul Phylloxiphia - Rothschild & Jordan, 1903
- Genul Pierreclanis - Eitschberger, 2007
- Genul Platysphinx - Rothschild & Jordan, 1903
- Genul Poliodes - Rothschild & Jordan, 1903
- Genul Polyptychoides - Carcasson, 1968
- Genul Polyptychopsis - Carcasson, 1968
- Genul Polyptychus - Hübner, 1819
- Genul Pseudandriasa - Carcasson, 1968
- Genul Pseudoclanis - Rothschild, 1894
- Genul Pseudopolyptychus - Carcasson, 1968
- Genul Rhadinopasa - Karsch, 1891
- Genul Rhodambulyx - Mell, 1939
- Genul Rhodoprasina - Rothschild & Jordan, 1903
- Genul Rufoclanis - Carcasson, 1968
- Genul Sataspes - Moore, 1858
- Genul Smerinthulus - Huwe, 1895
- Genul Smerinthus - Latreille, 1802
- Genul Viriclanis - Aarvik, 1999
- Genul Xenosphingia - Jordan, 1920

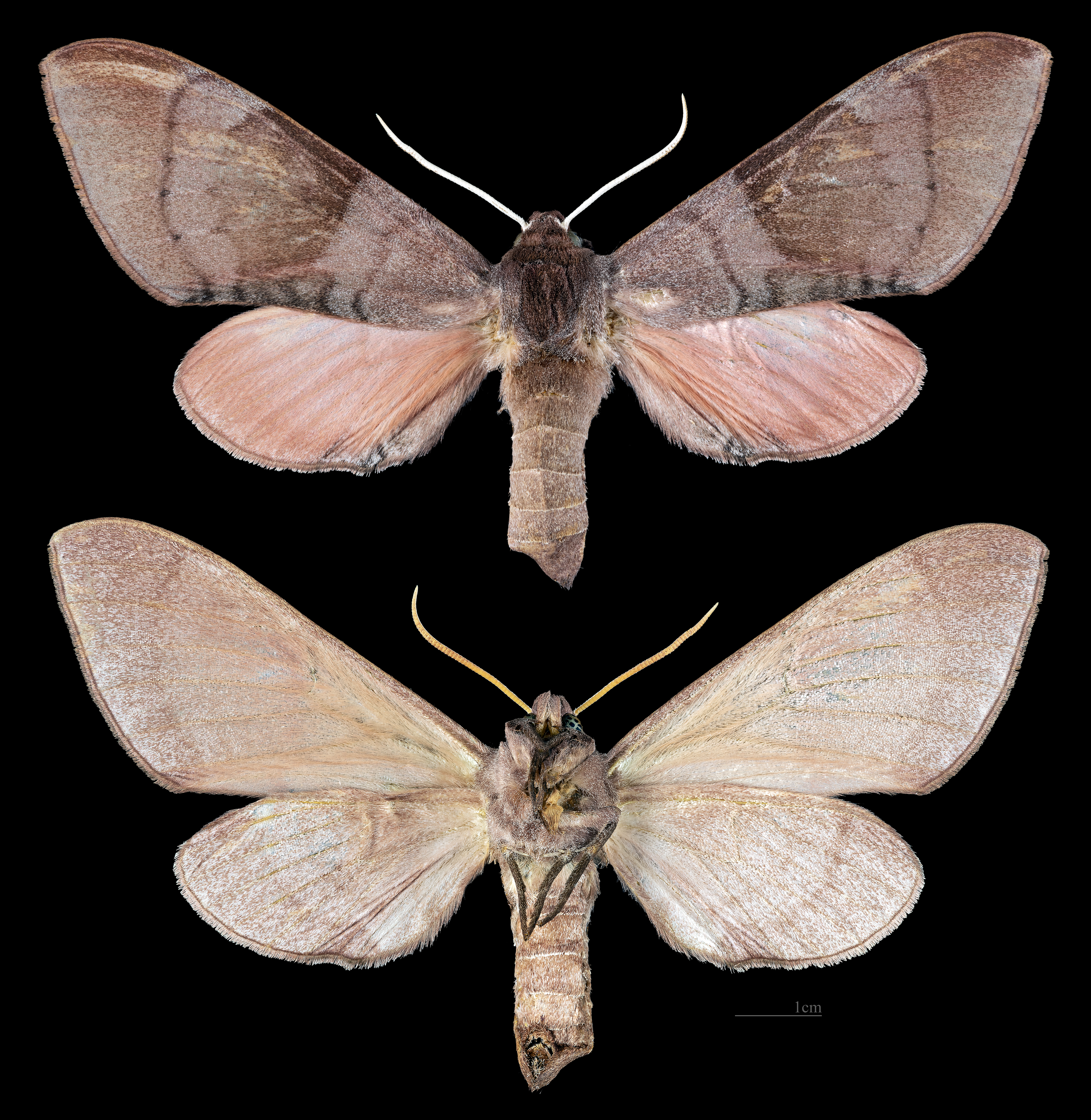
Agnosia
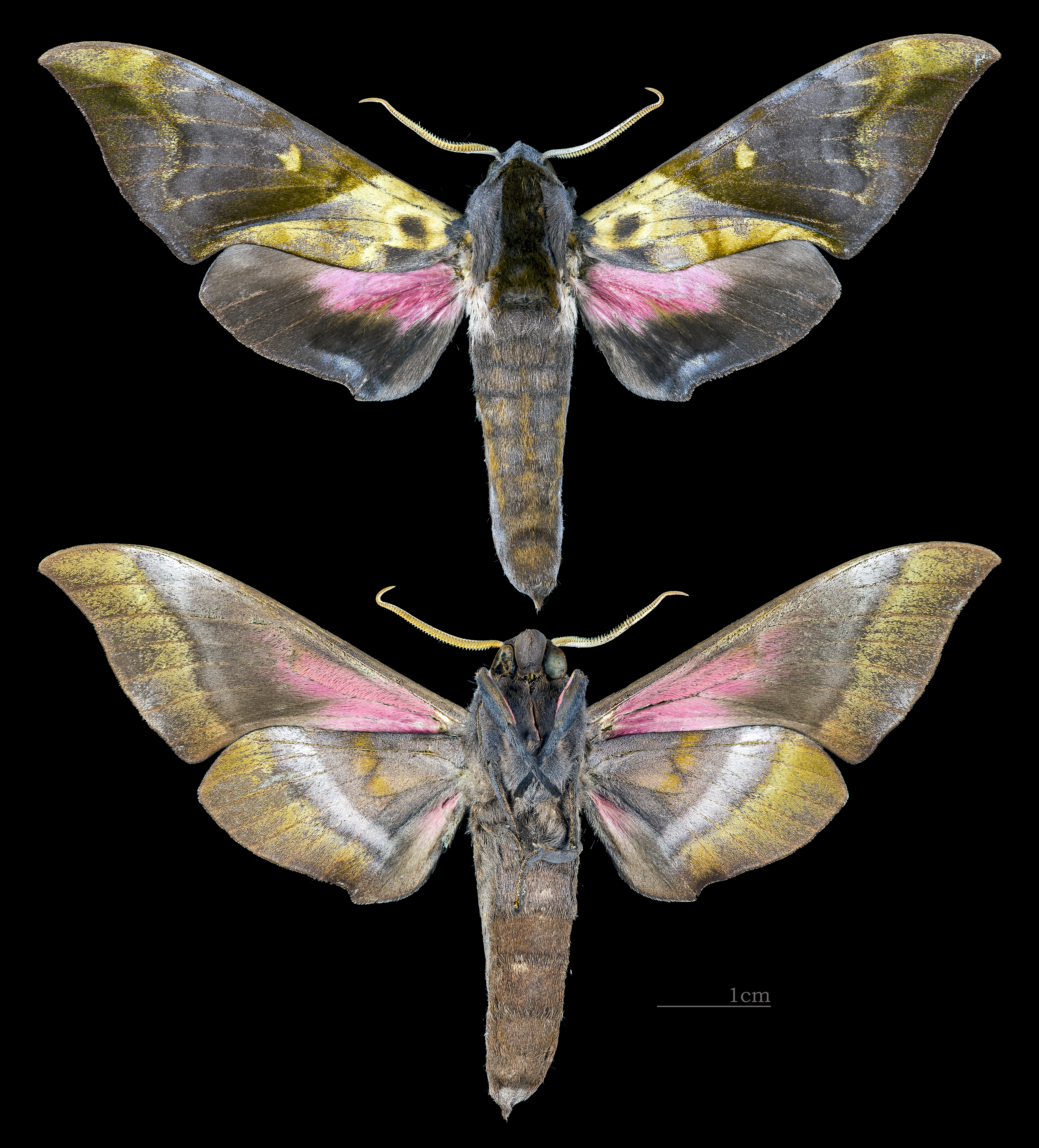
Anambulyx
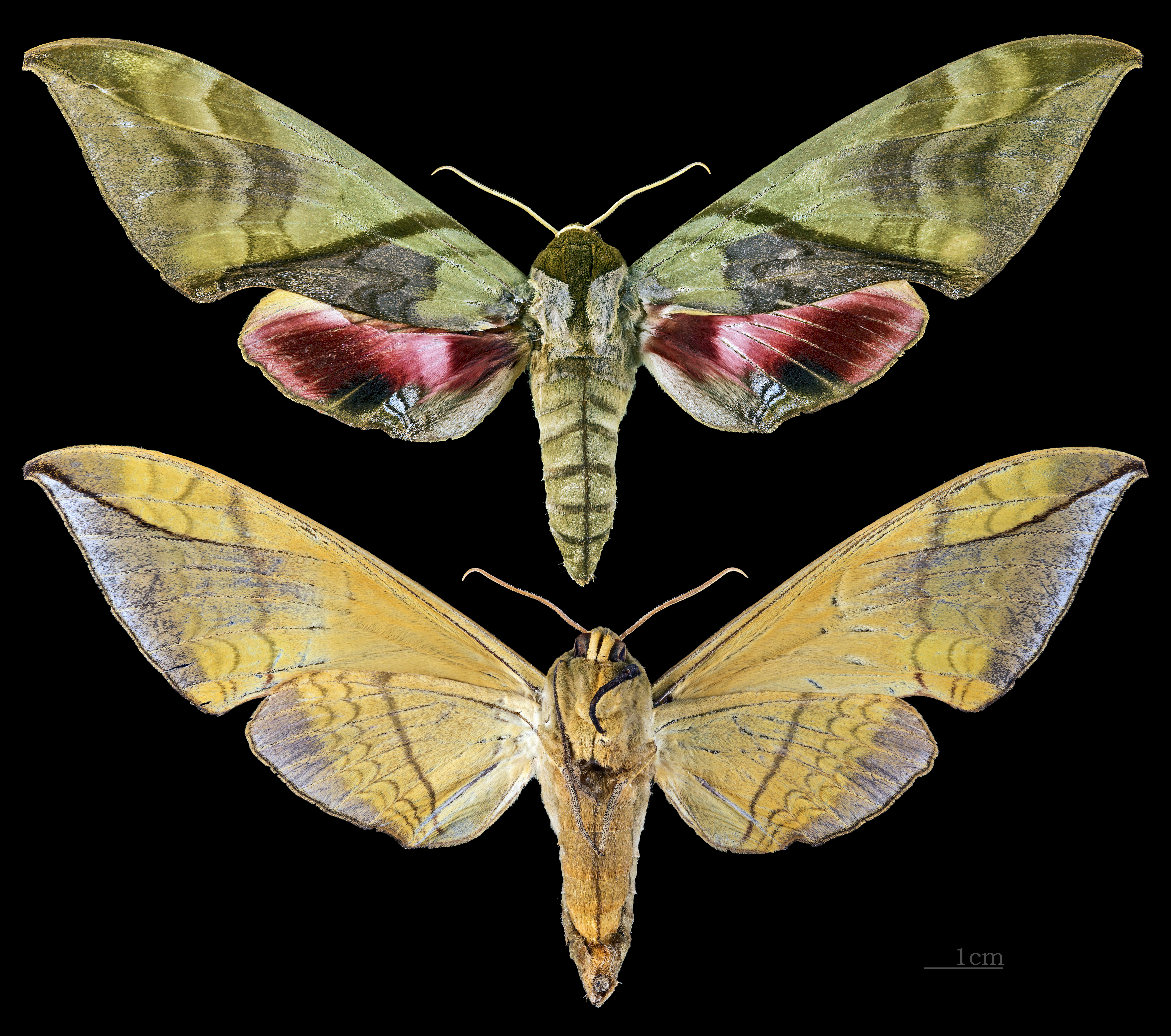
Callambulyx
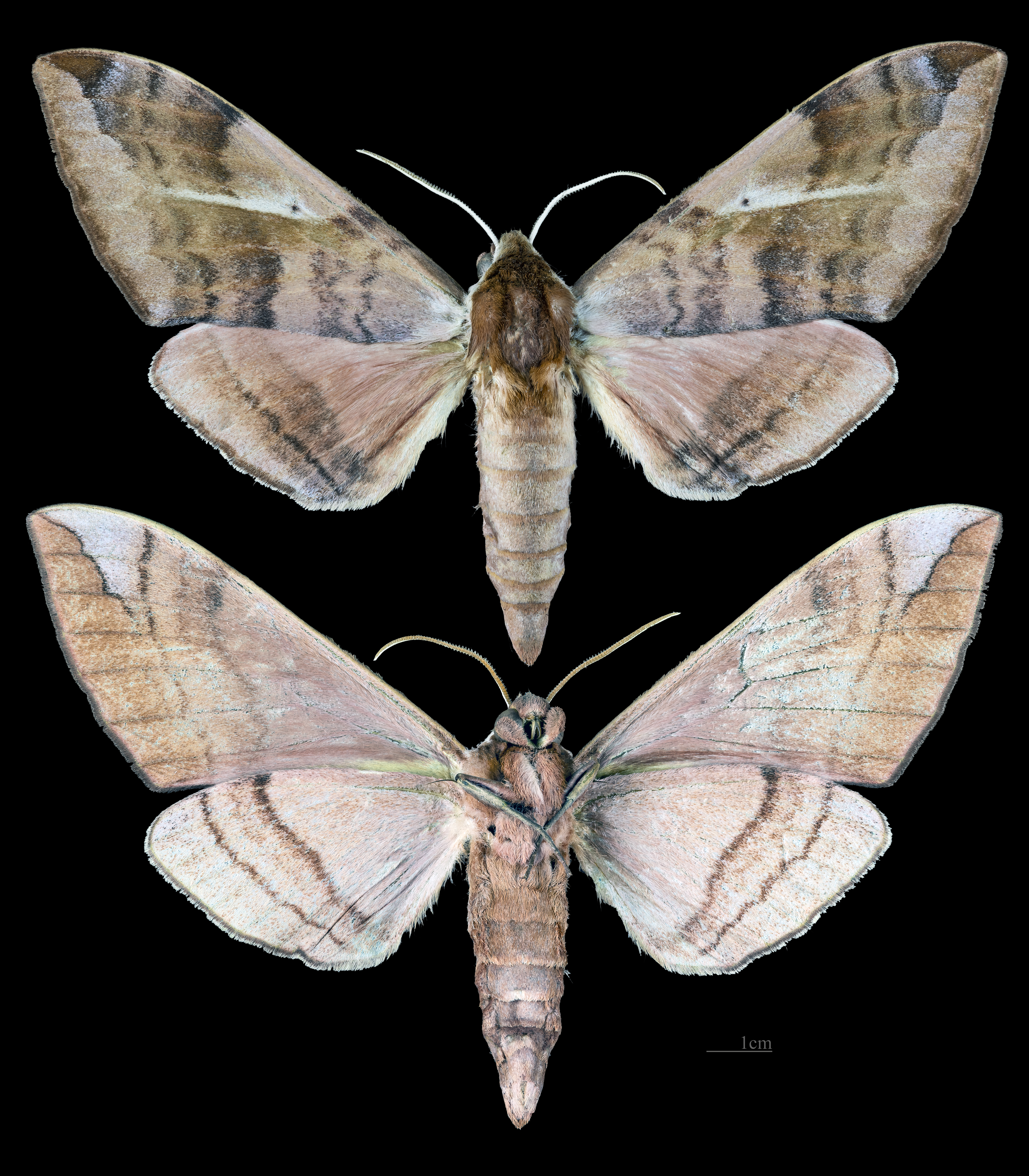
Clanidopsis
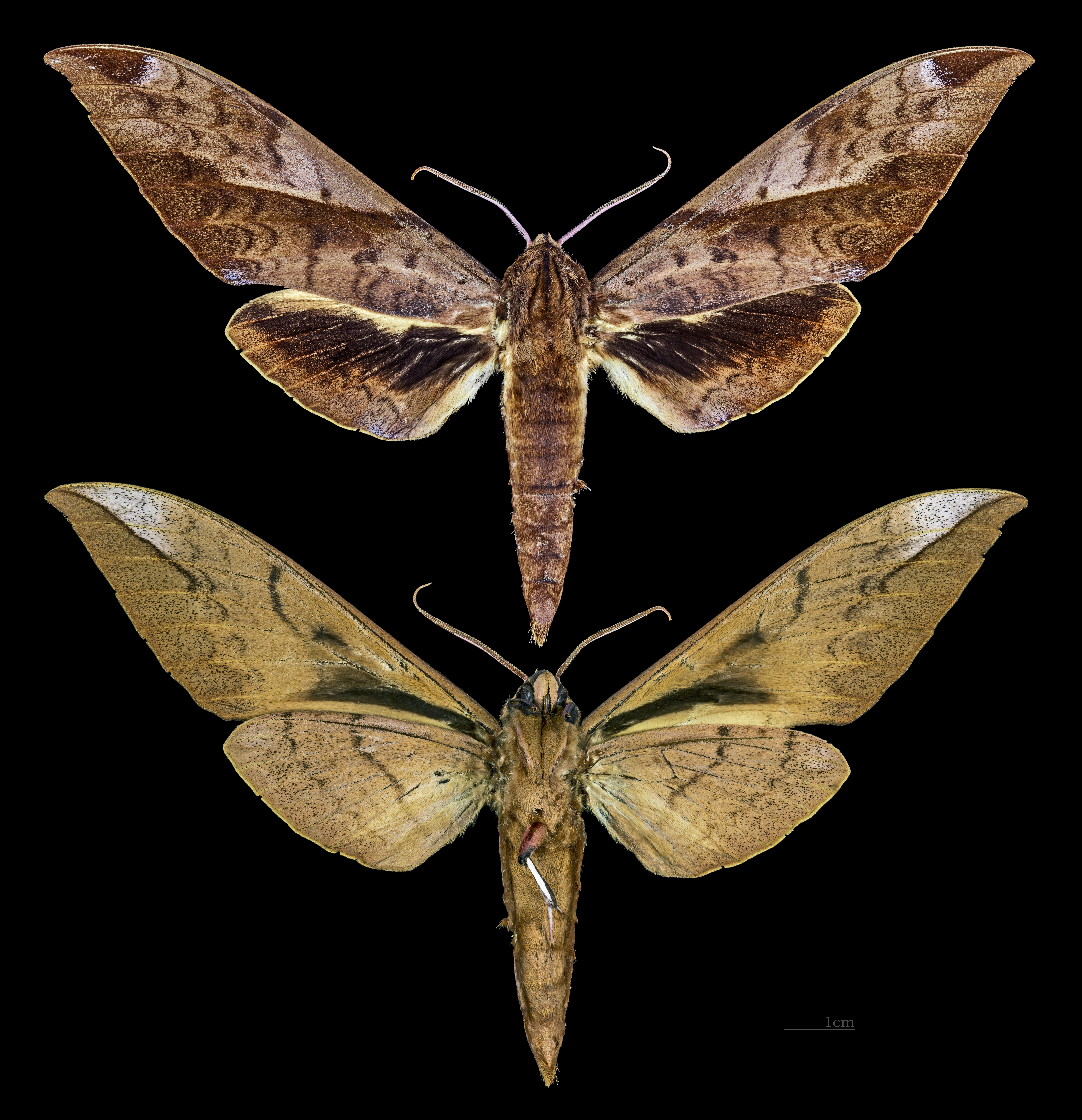
Clanis
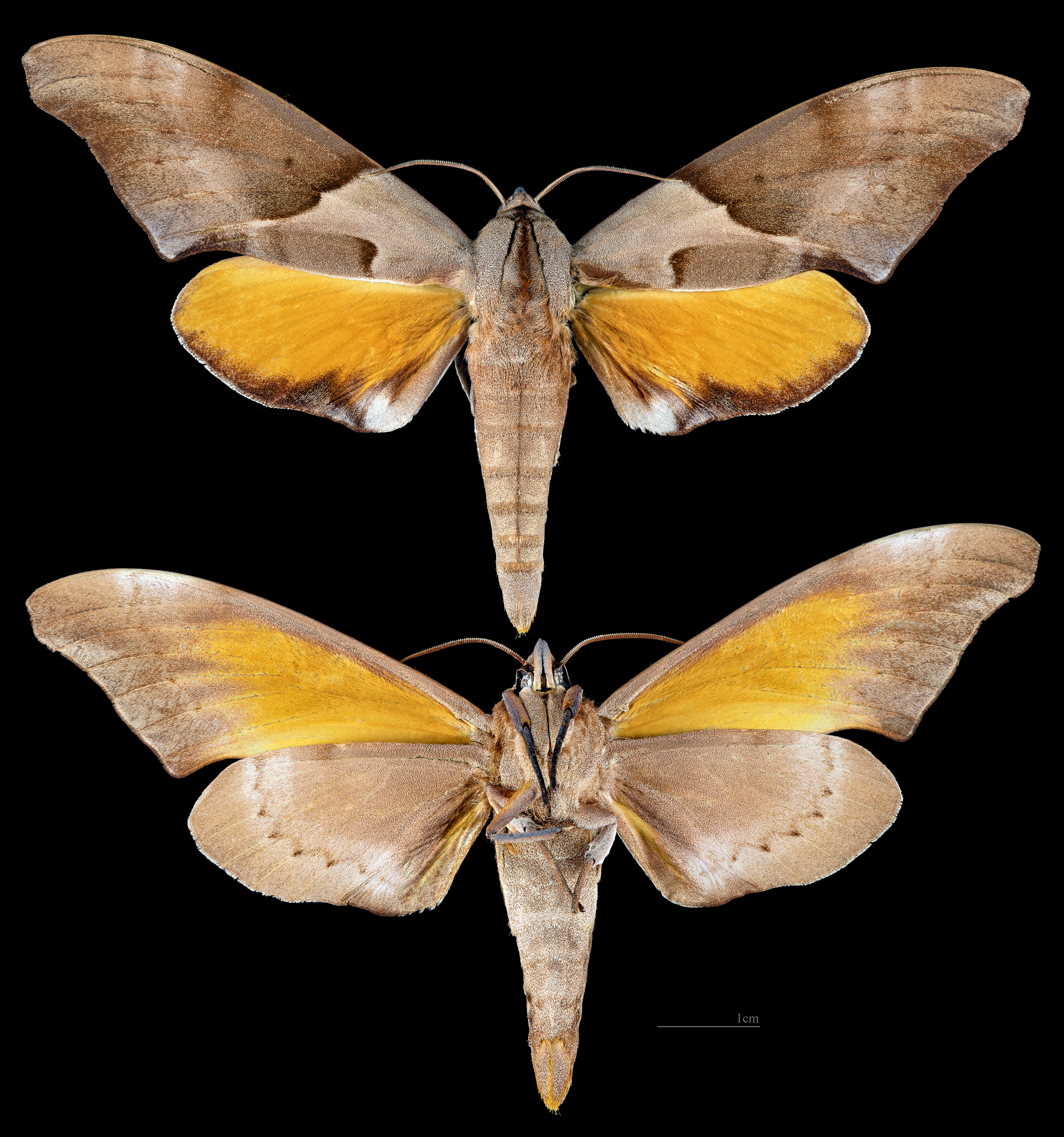
Coequosa
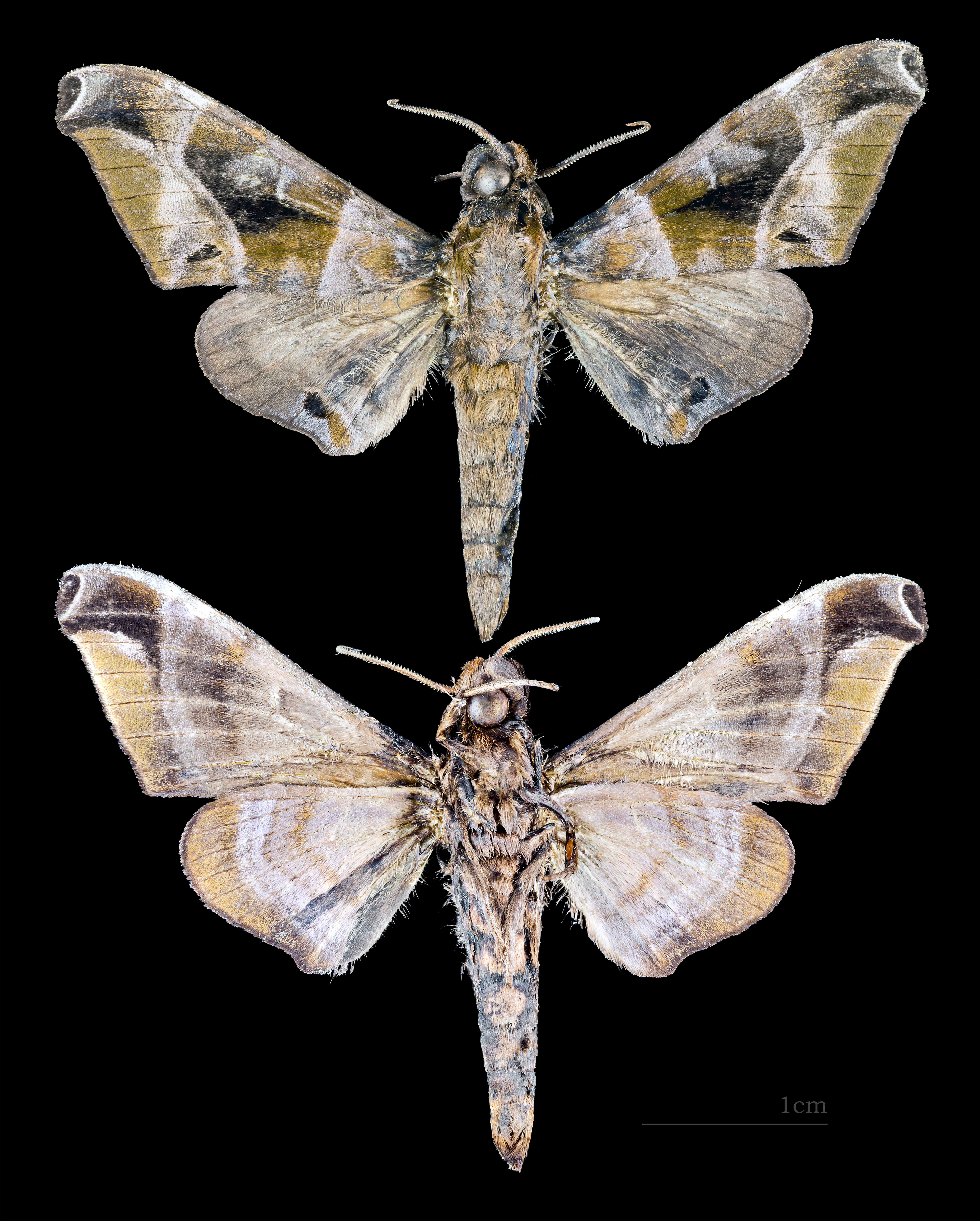
Craspedortha
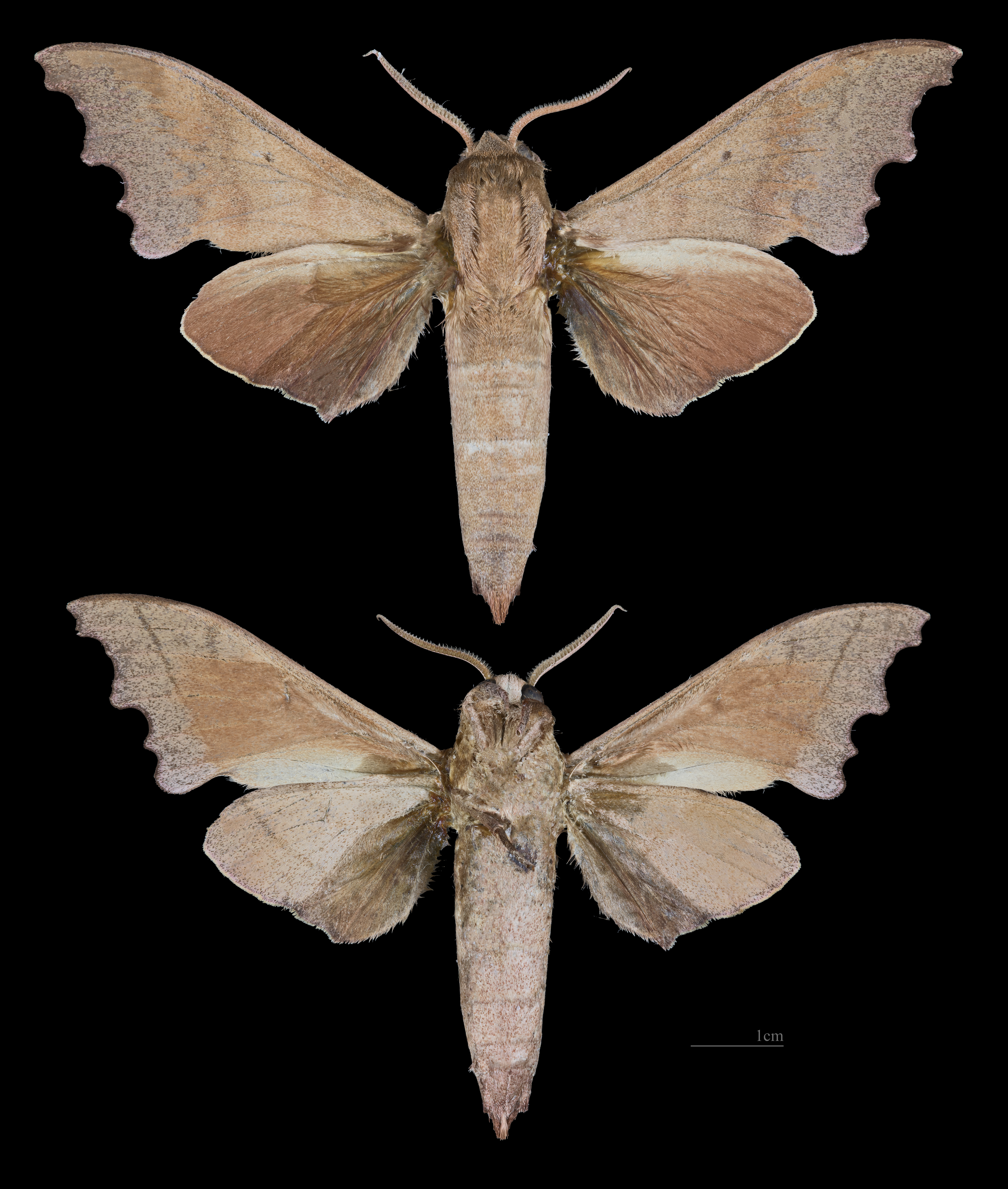
Cypa
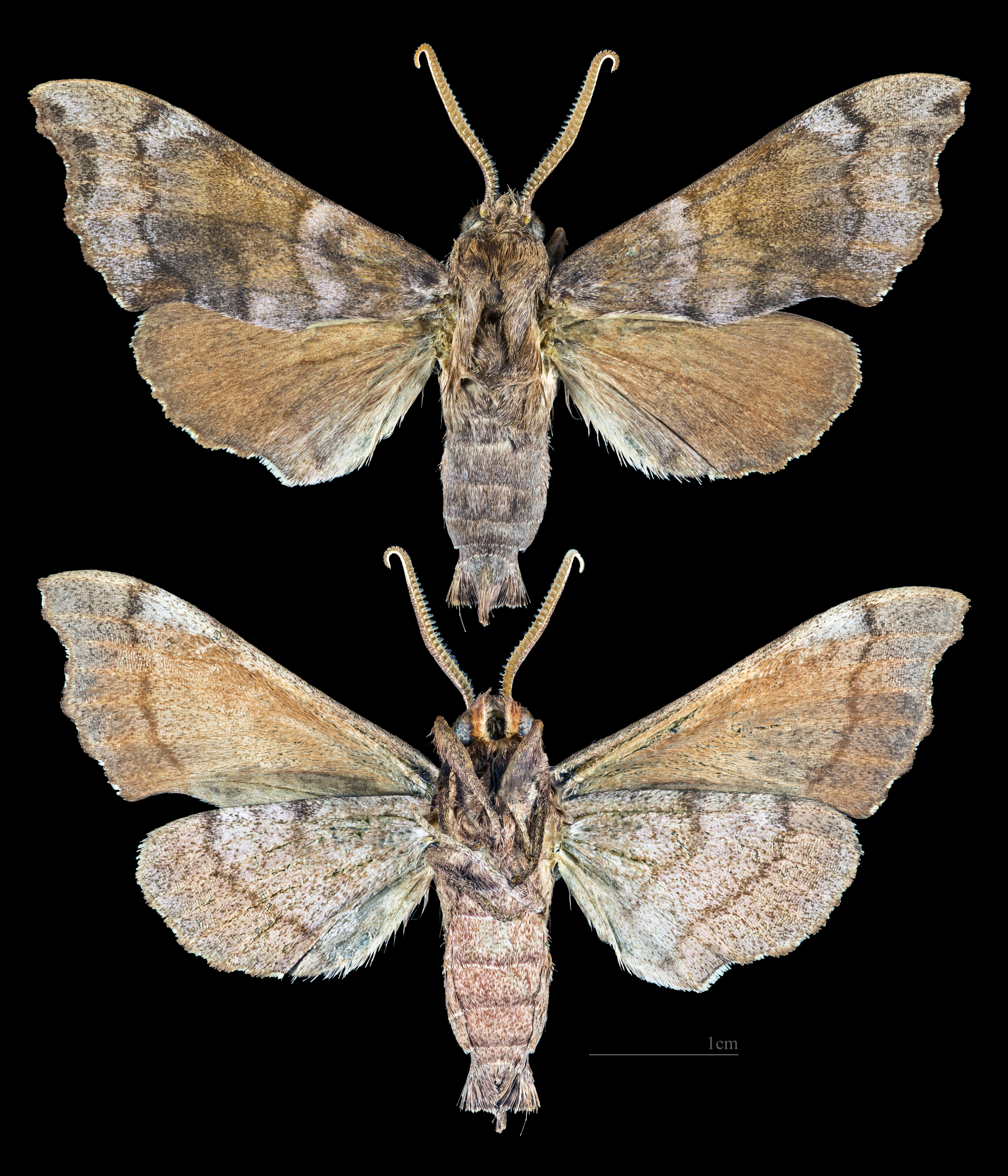
Cypoides
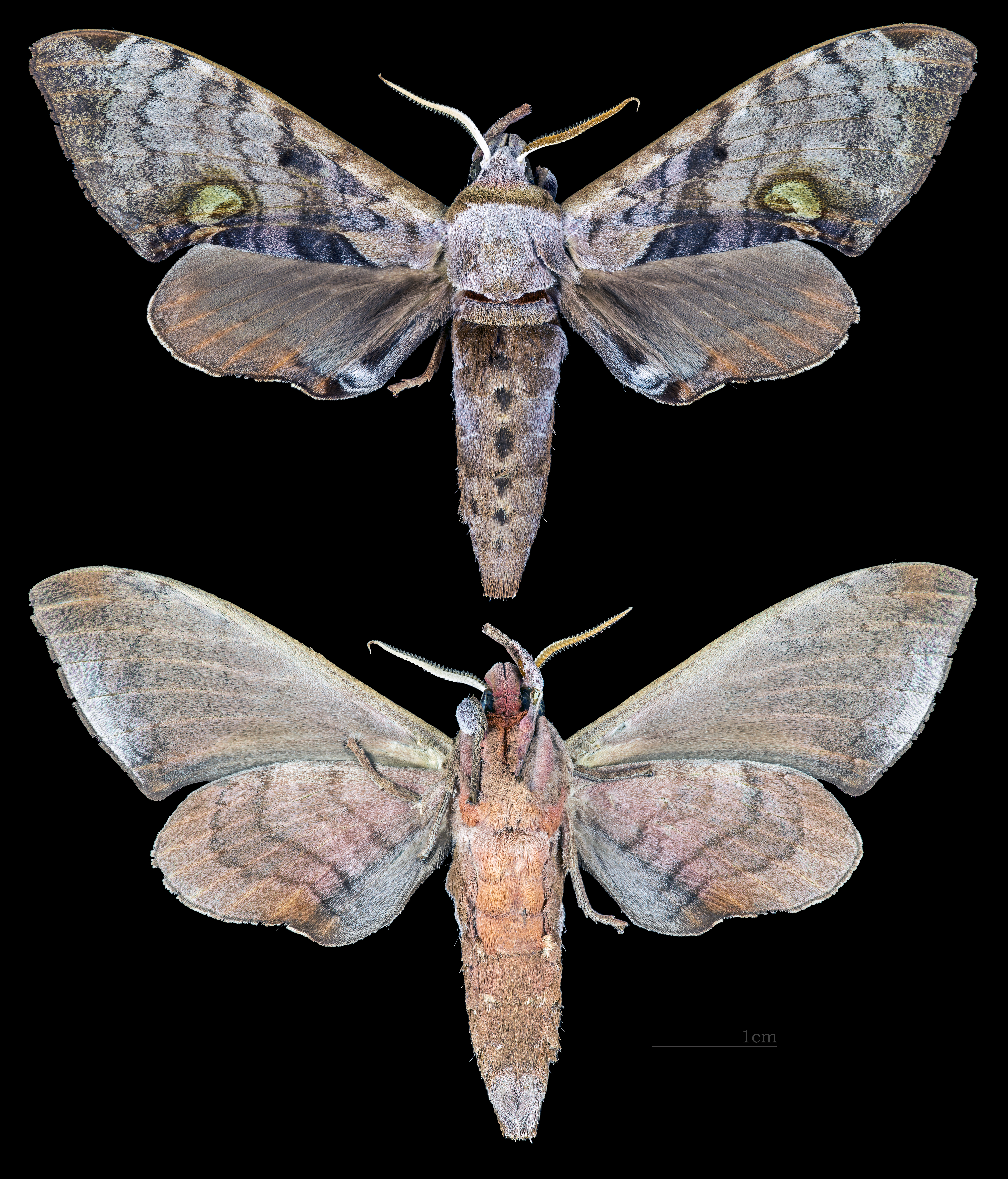
Daphnusa
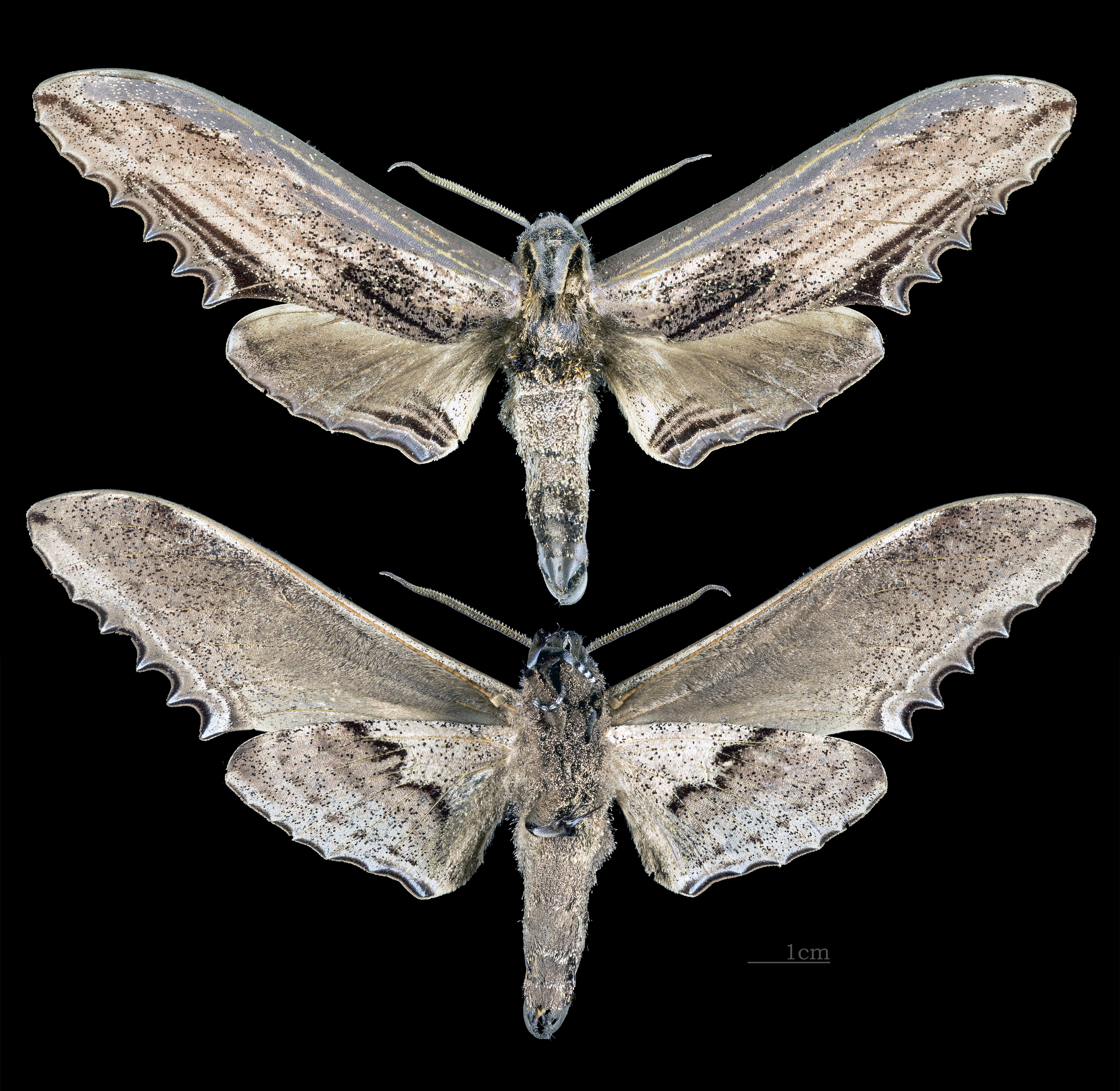
Langia
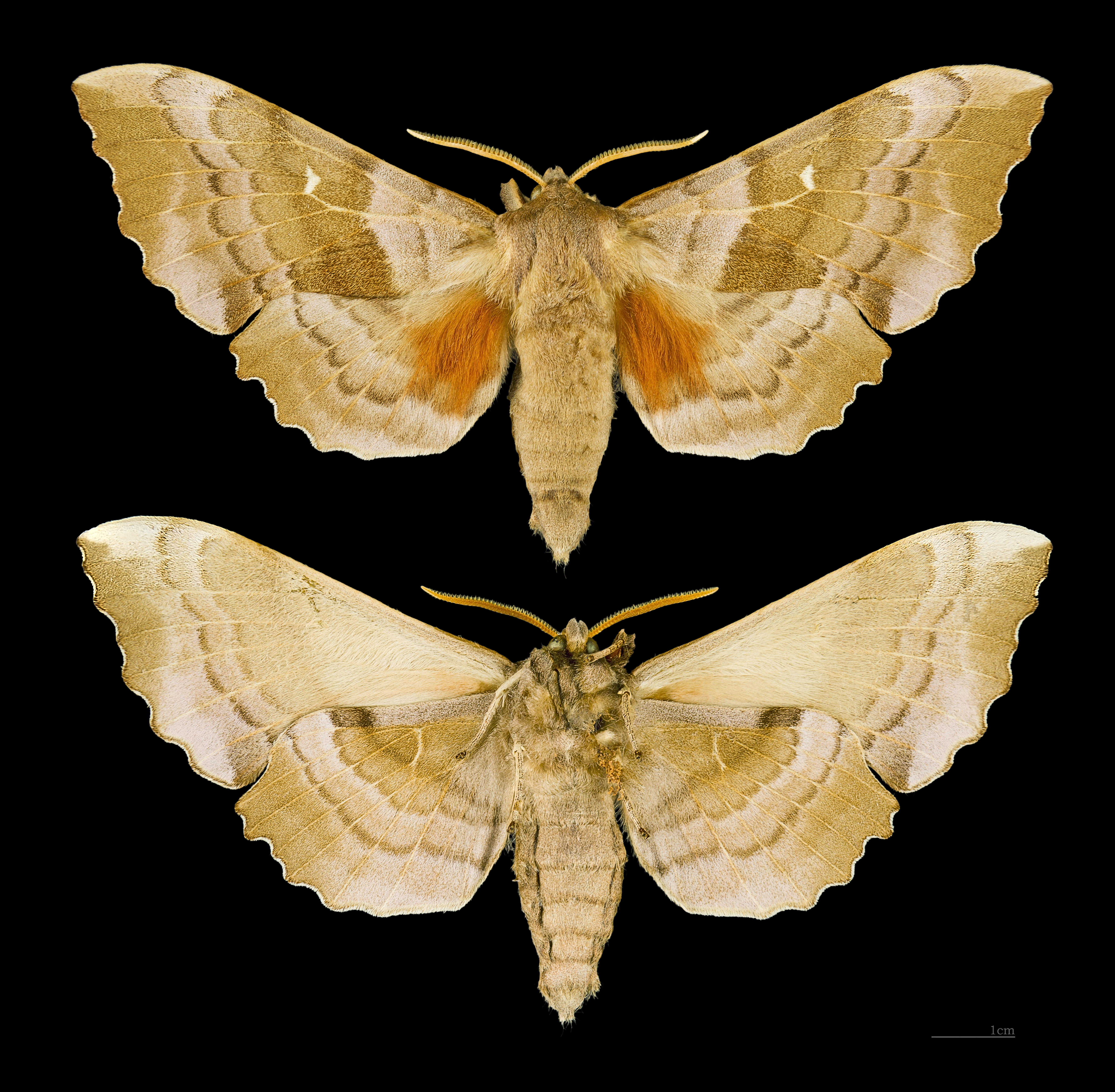
Laothoe
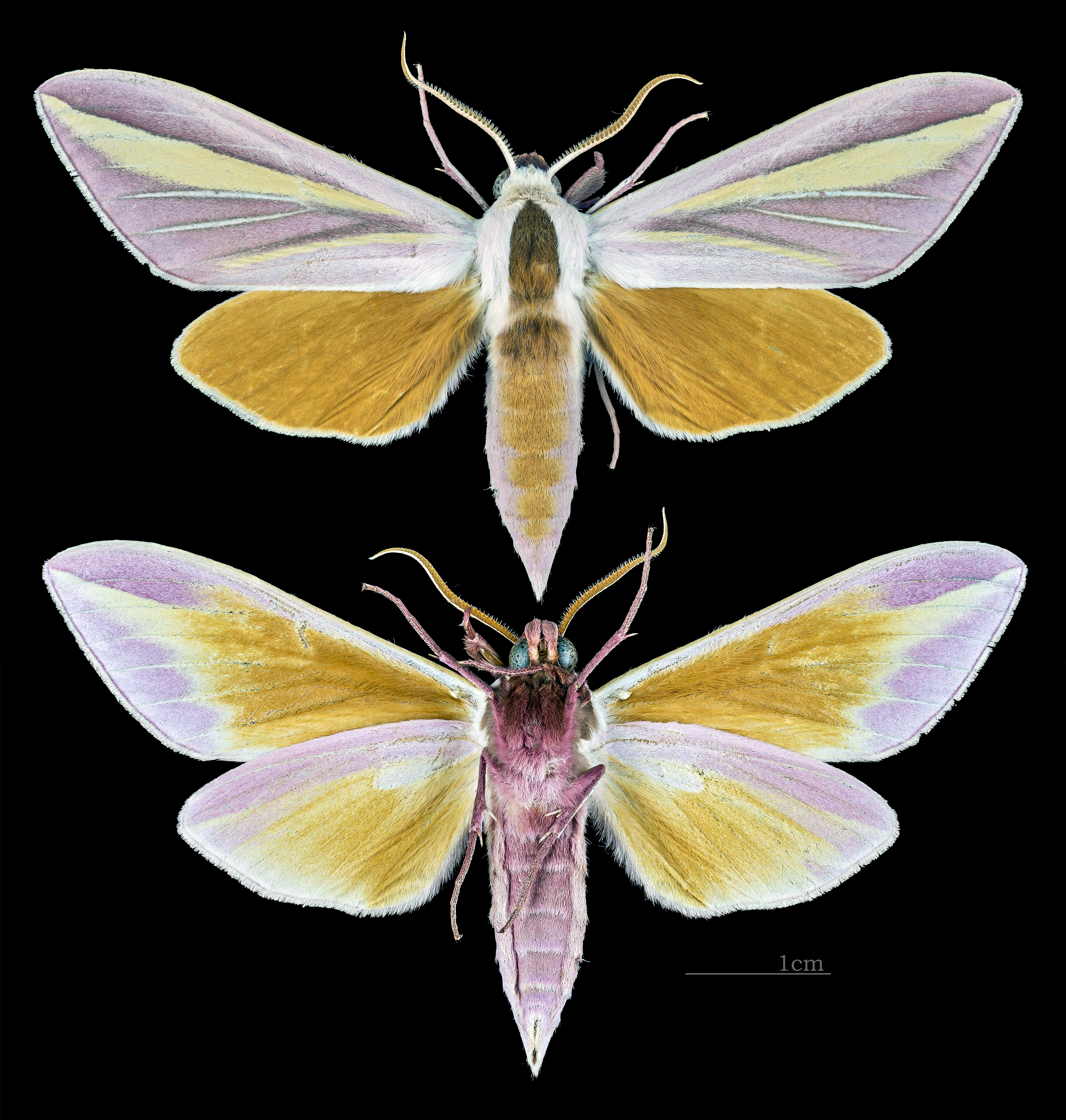
Leucophlebia
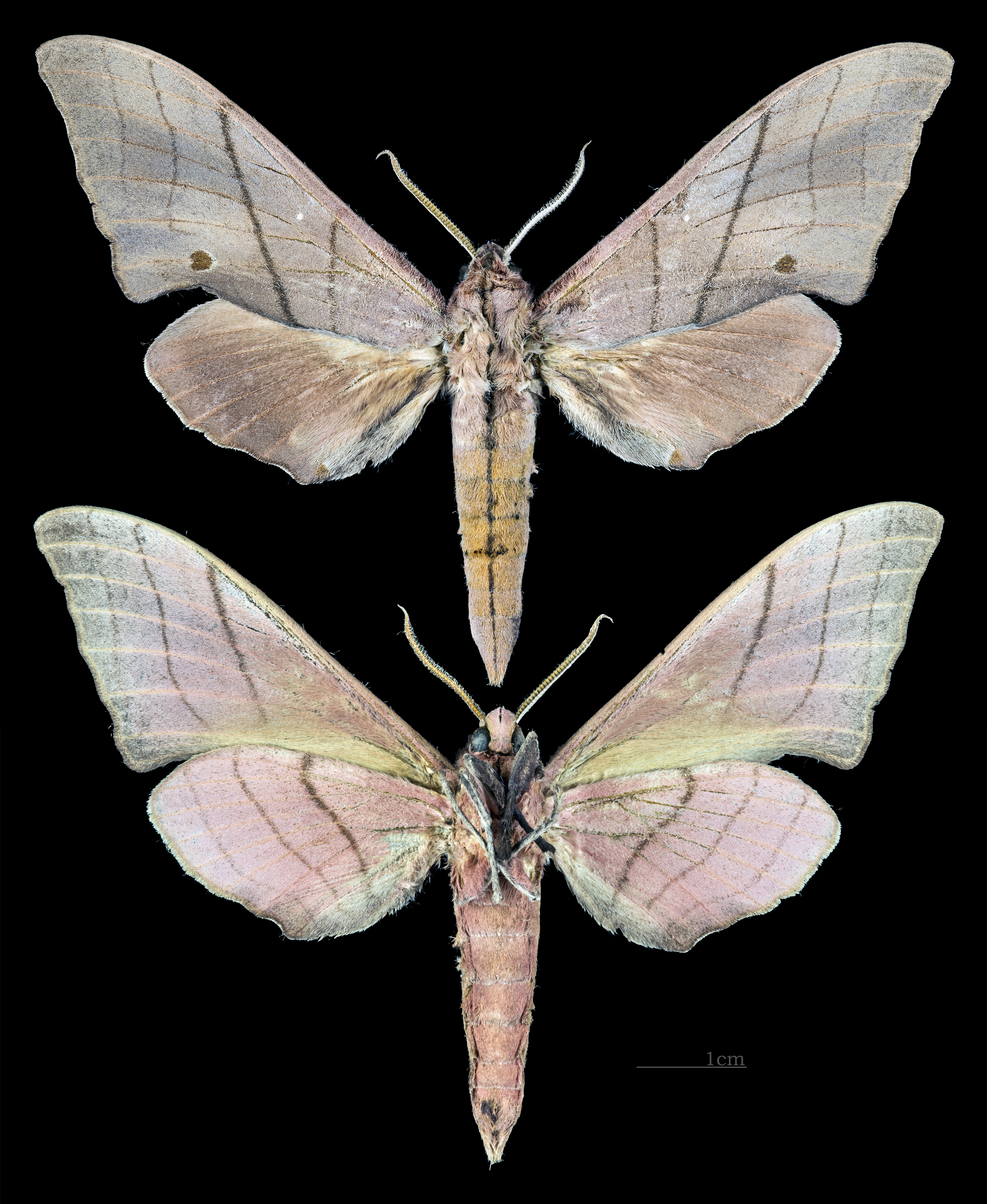
Marumba
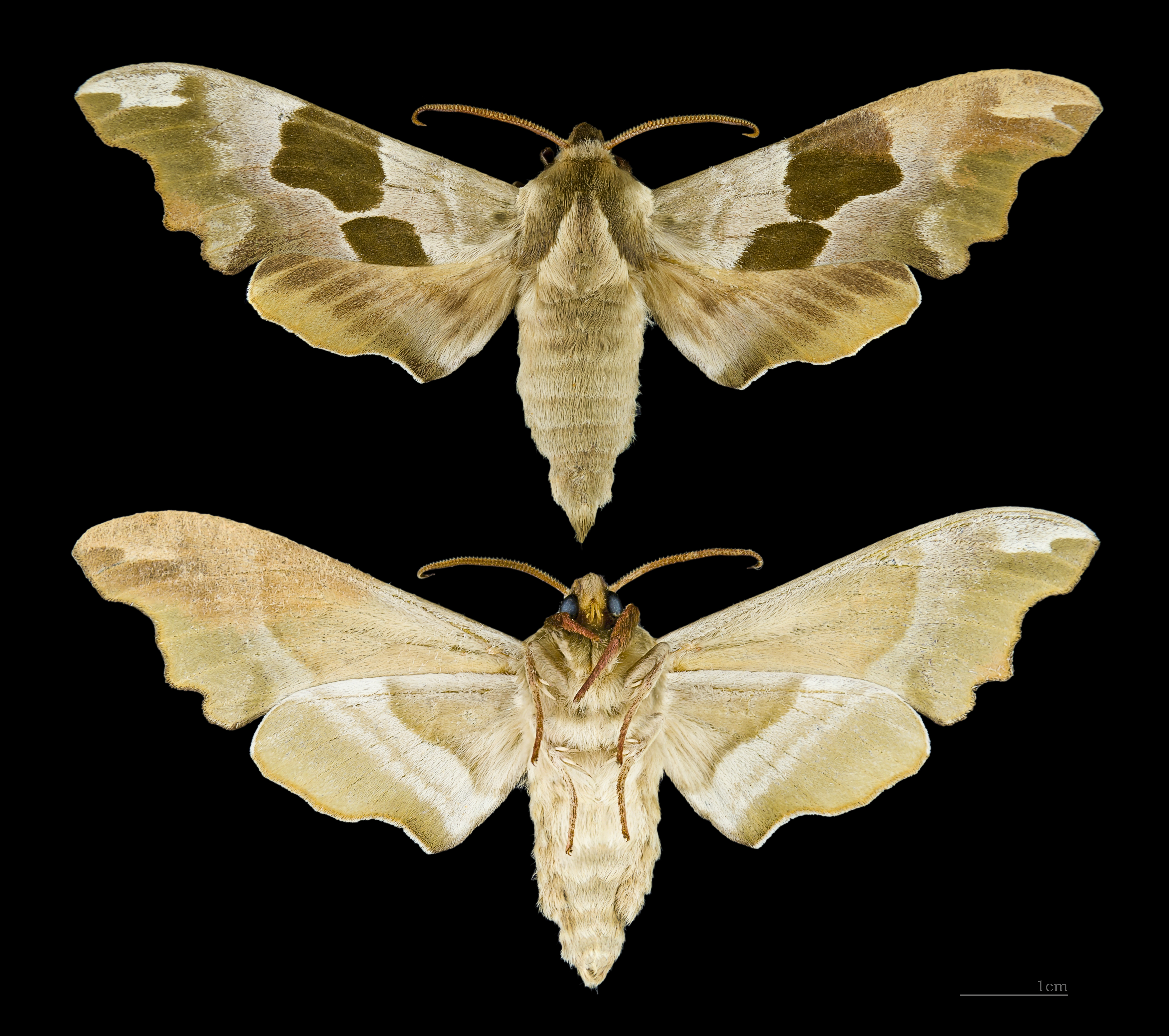
Mimas
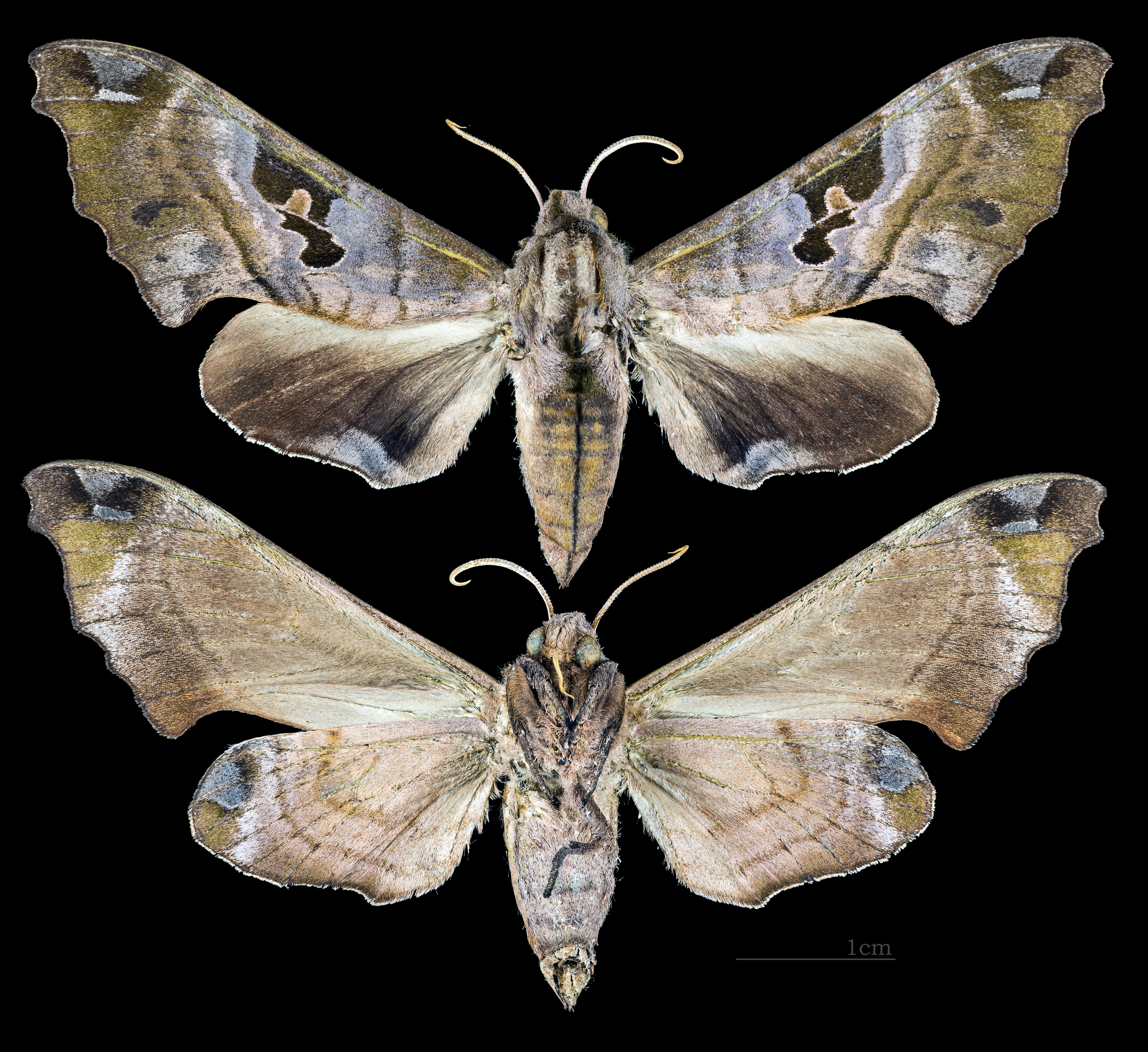
Morwennius
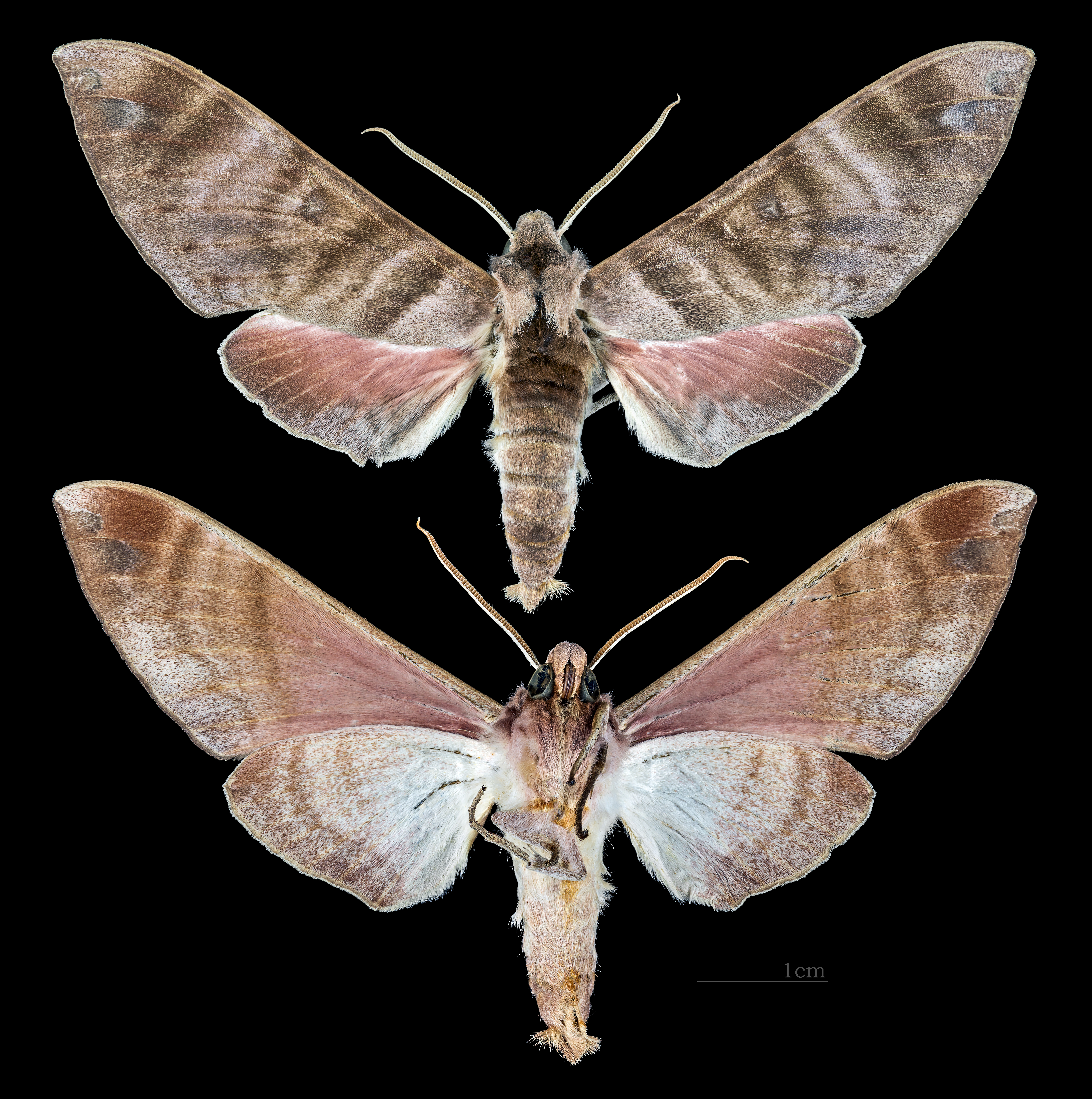
Opistoclanis
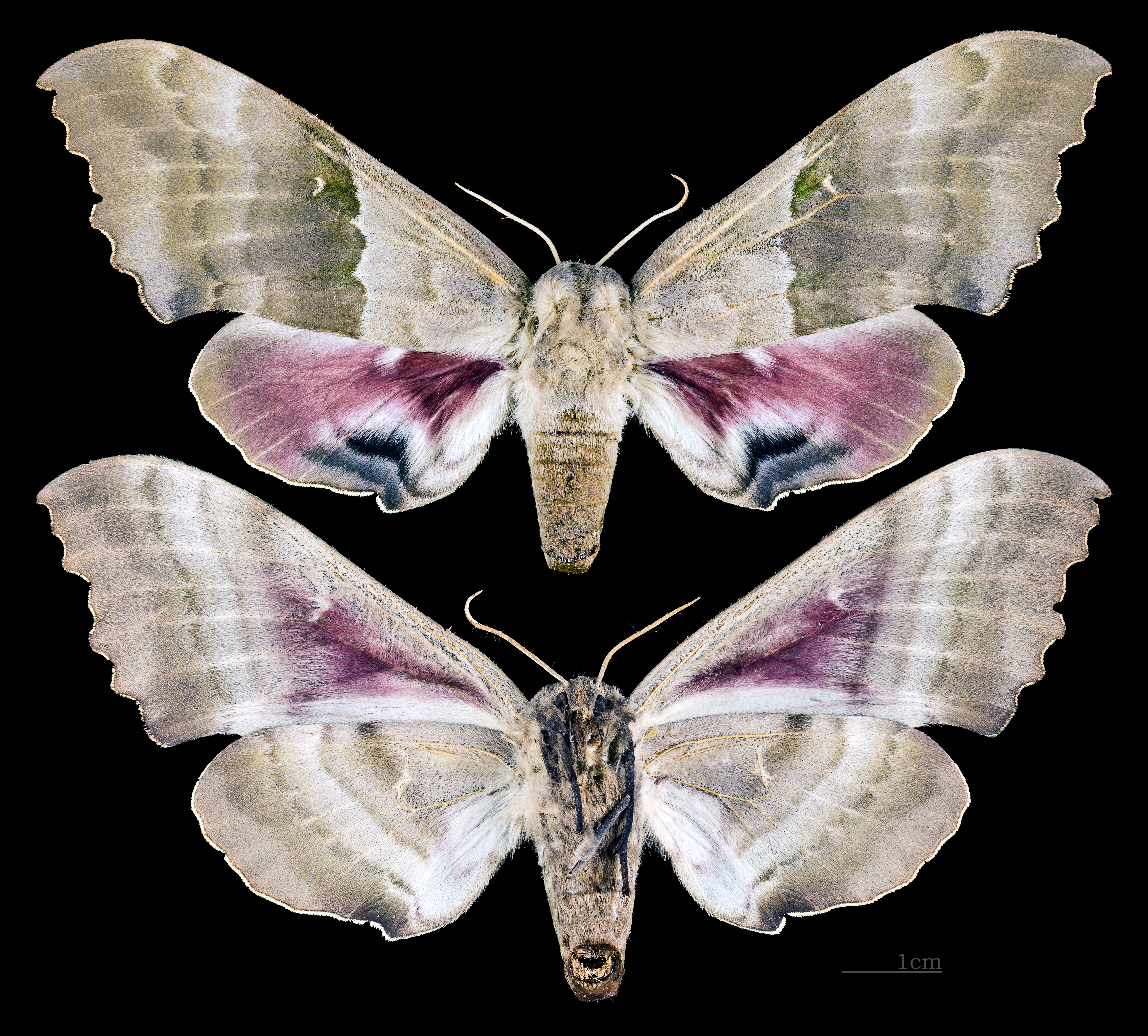
Pachysphinx
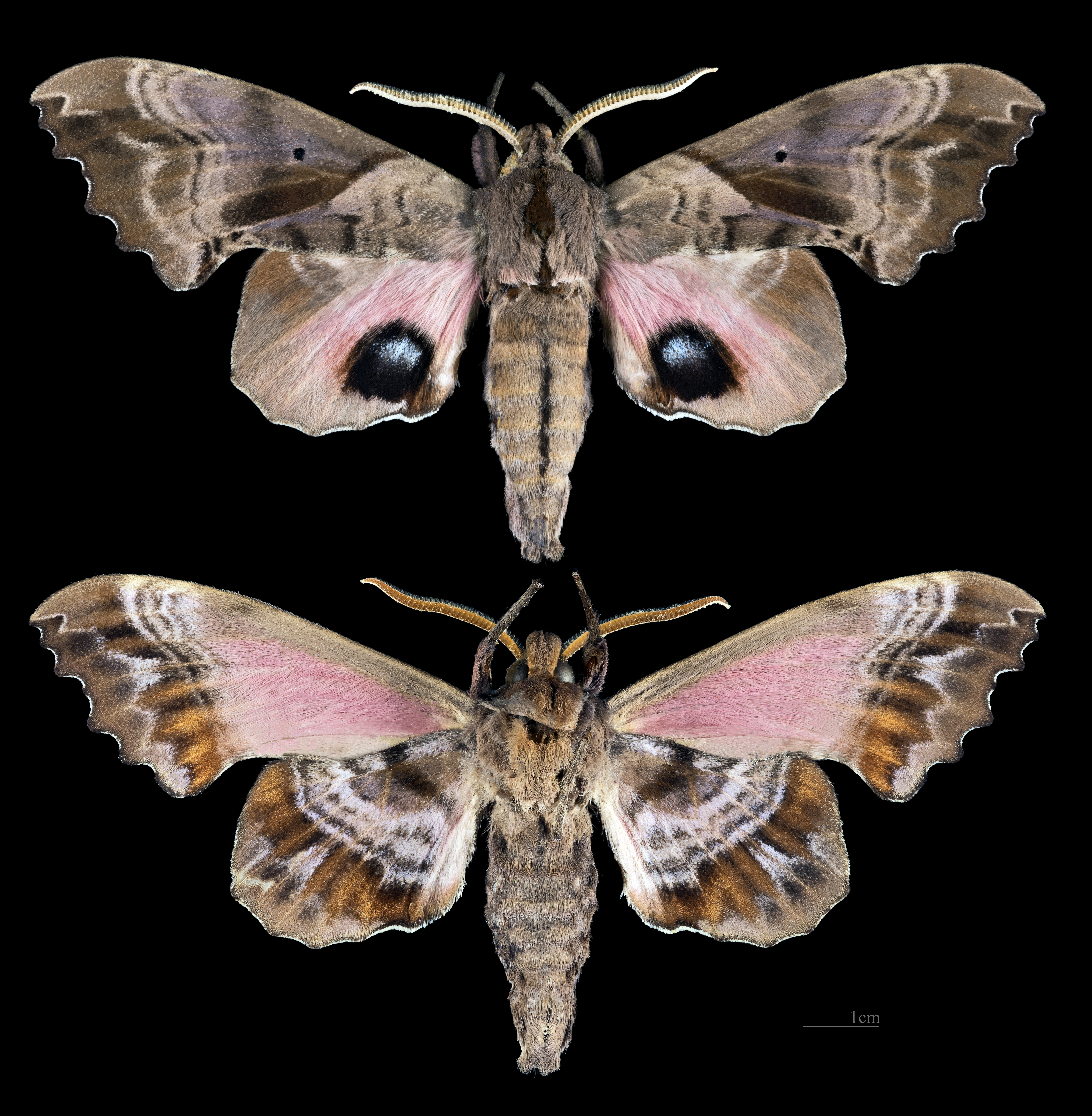
Paonias
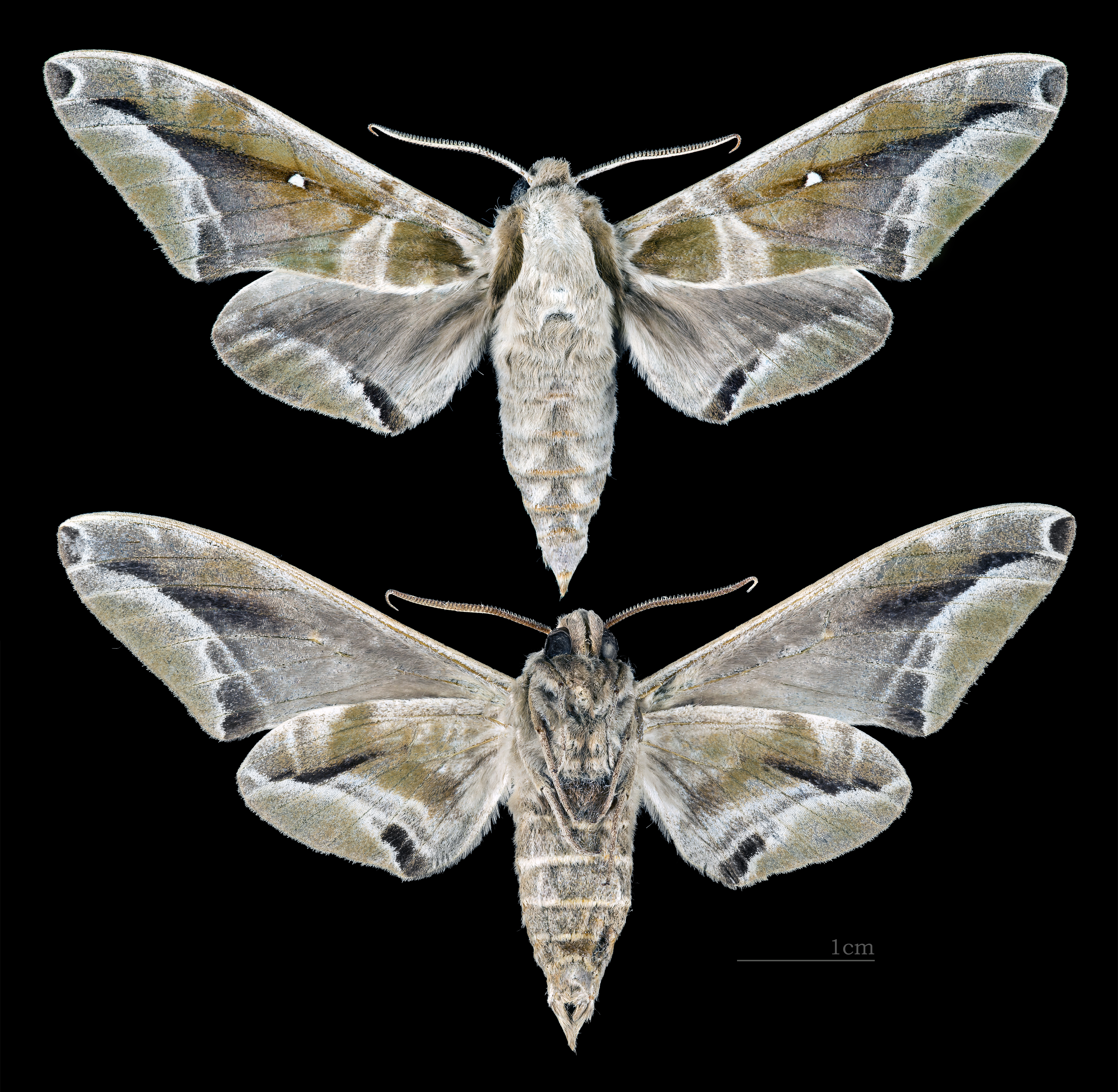
Parum
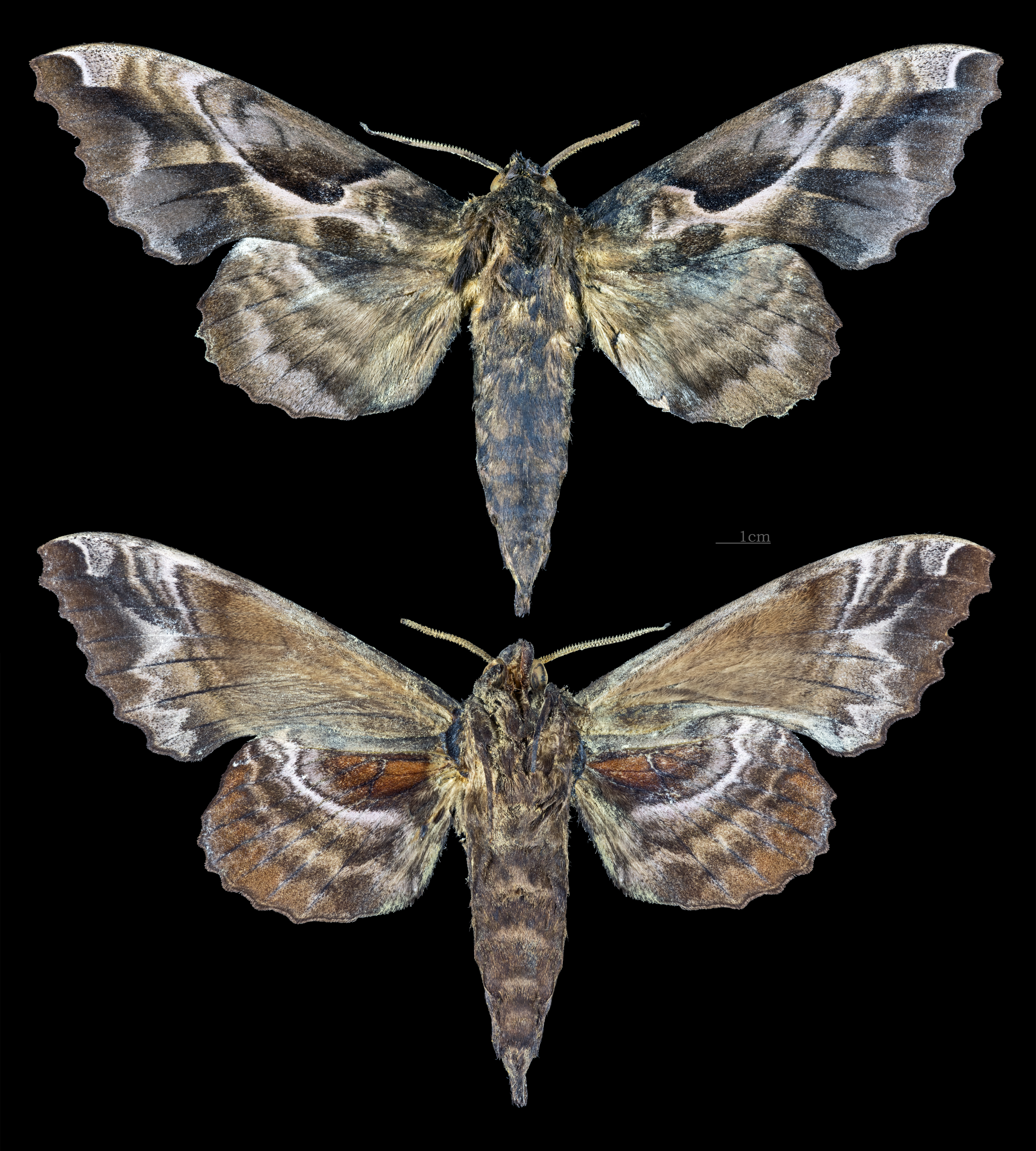
Phyllosphingia
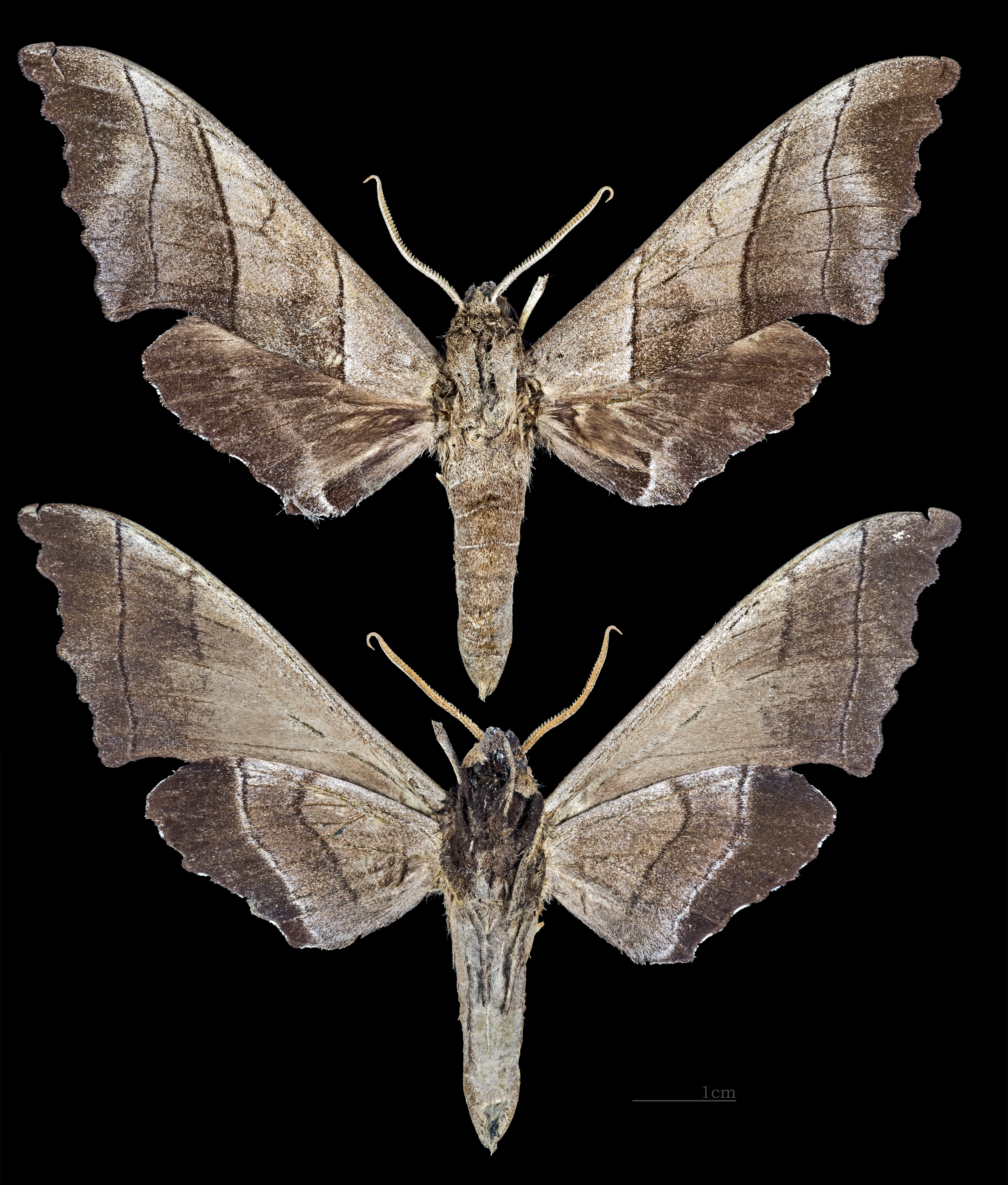
Polyptychus
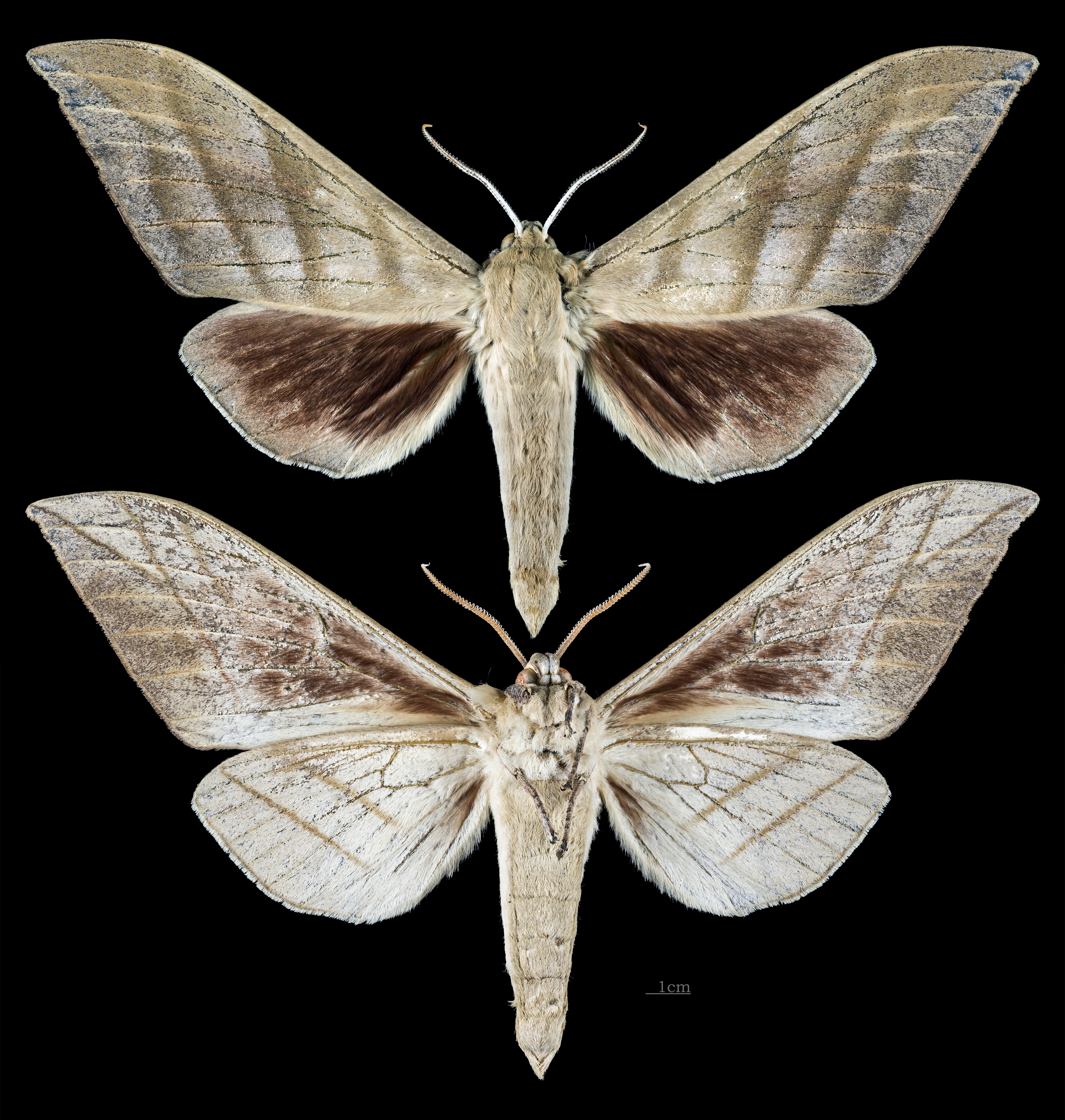
Rhodambulyx
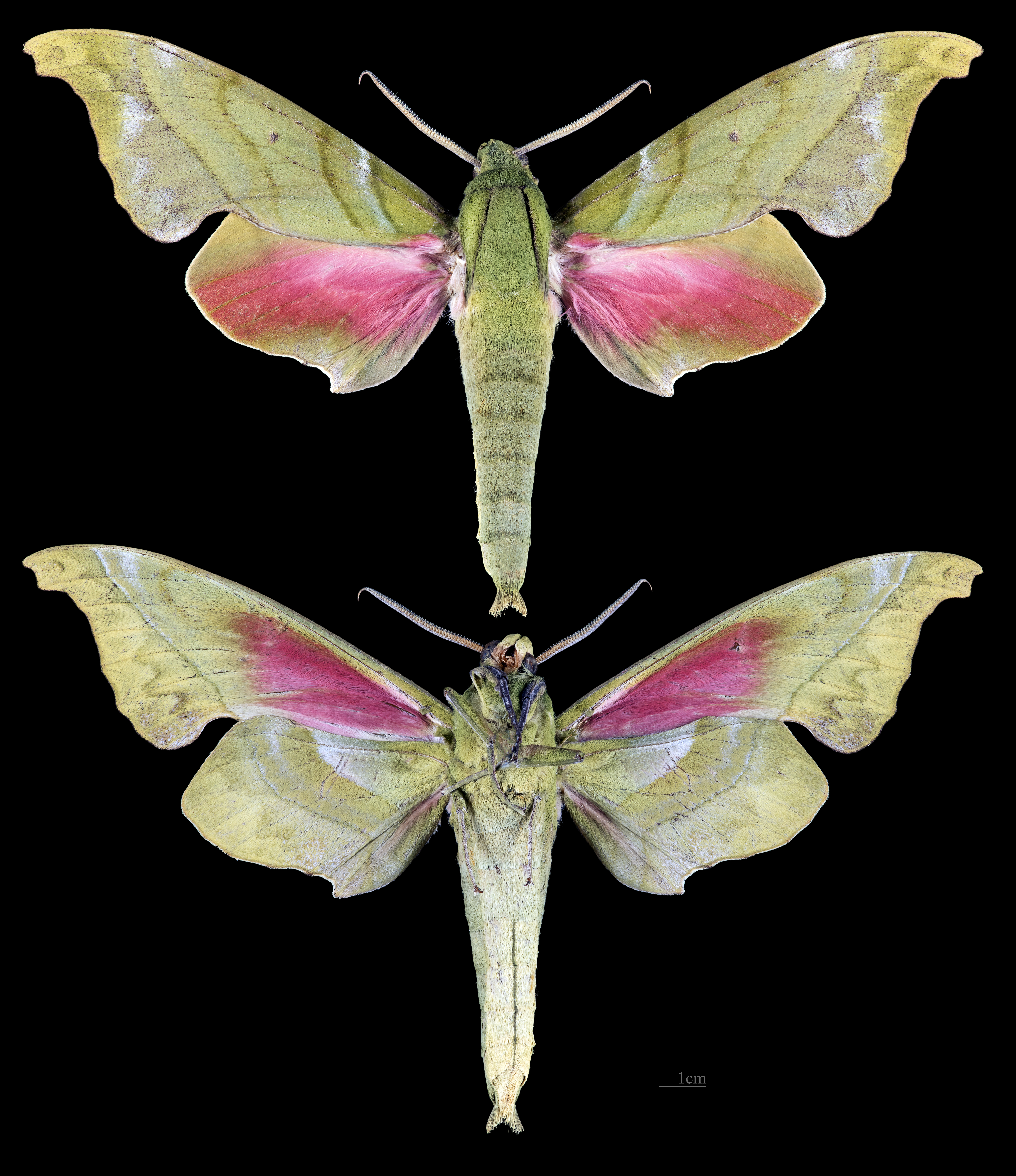
Rhodoprasina
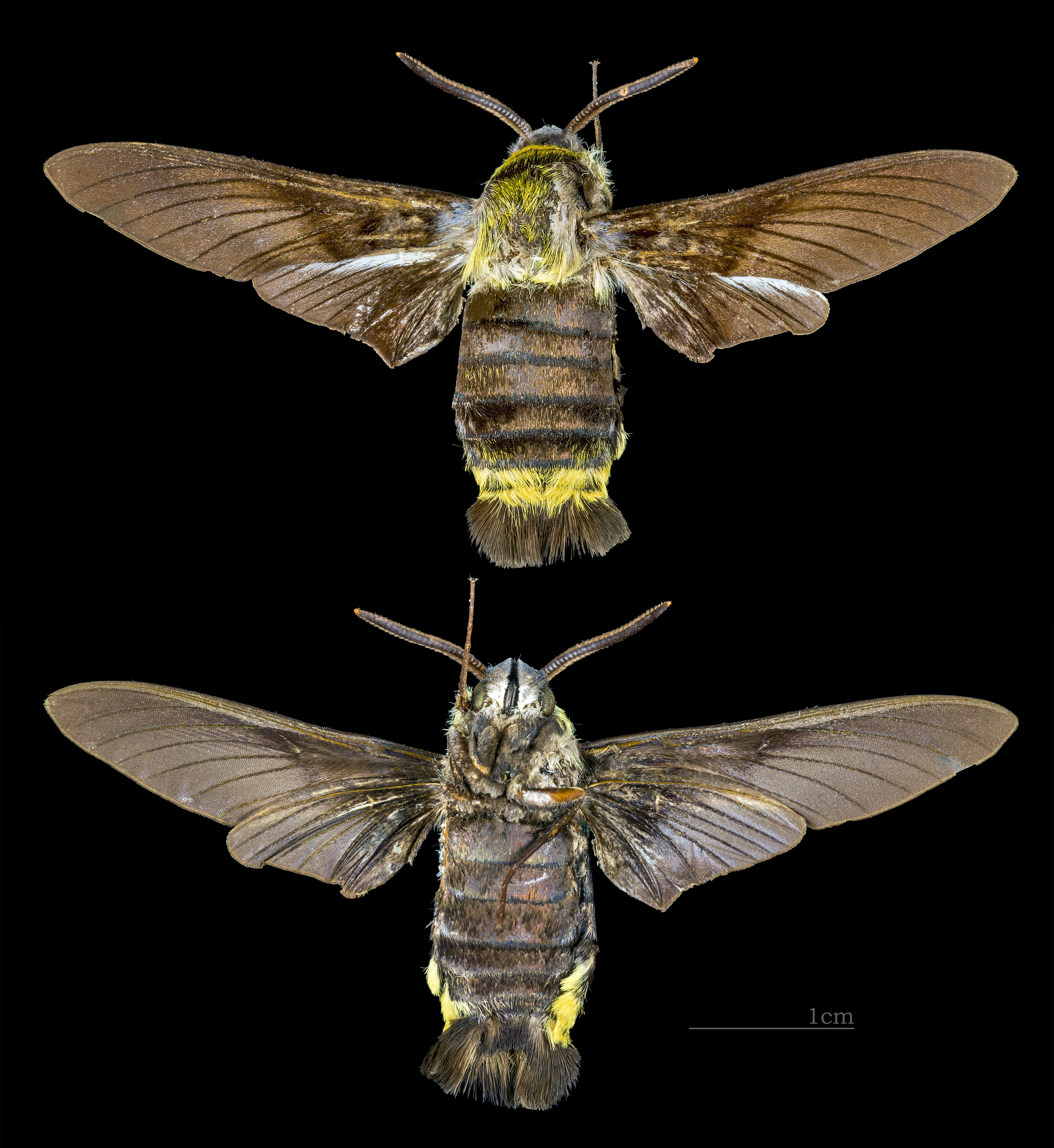
Sataspes
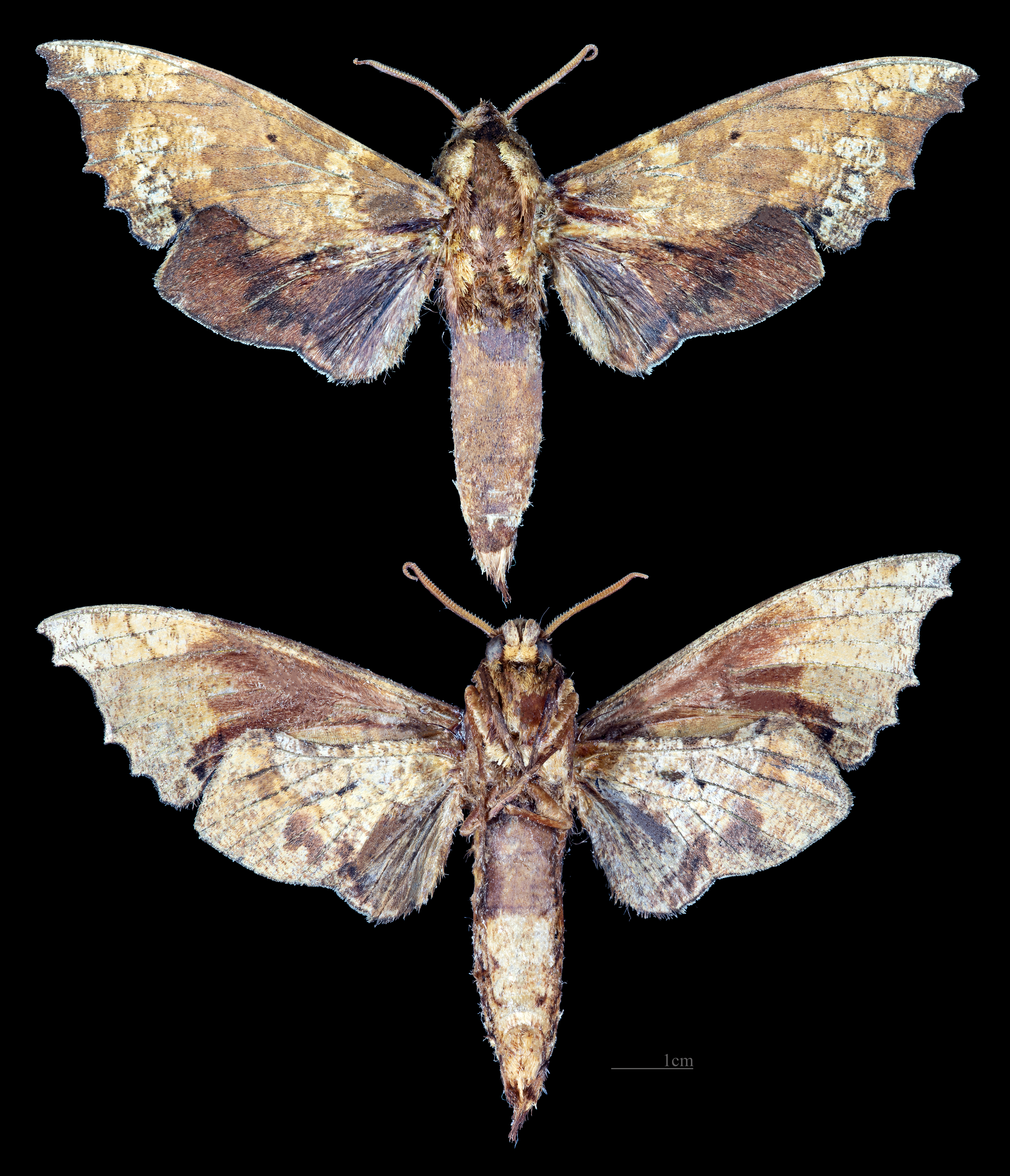
Smerinthulus
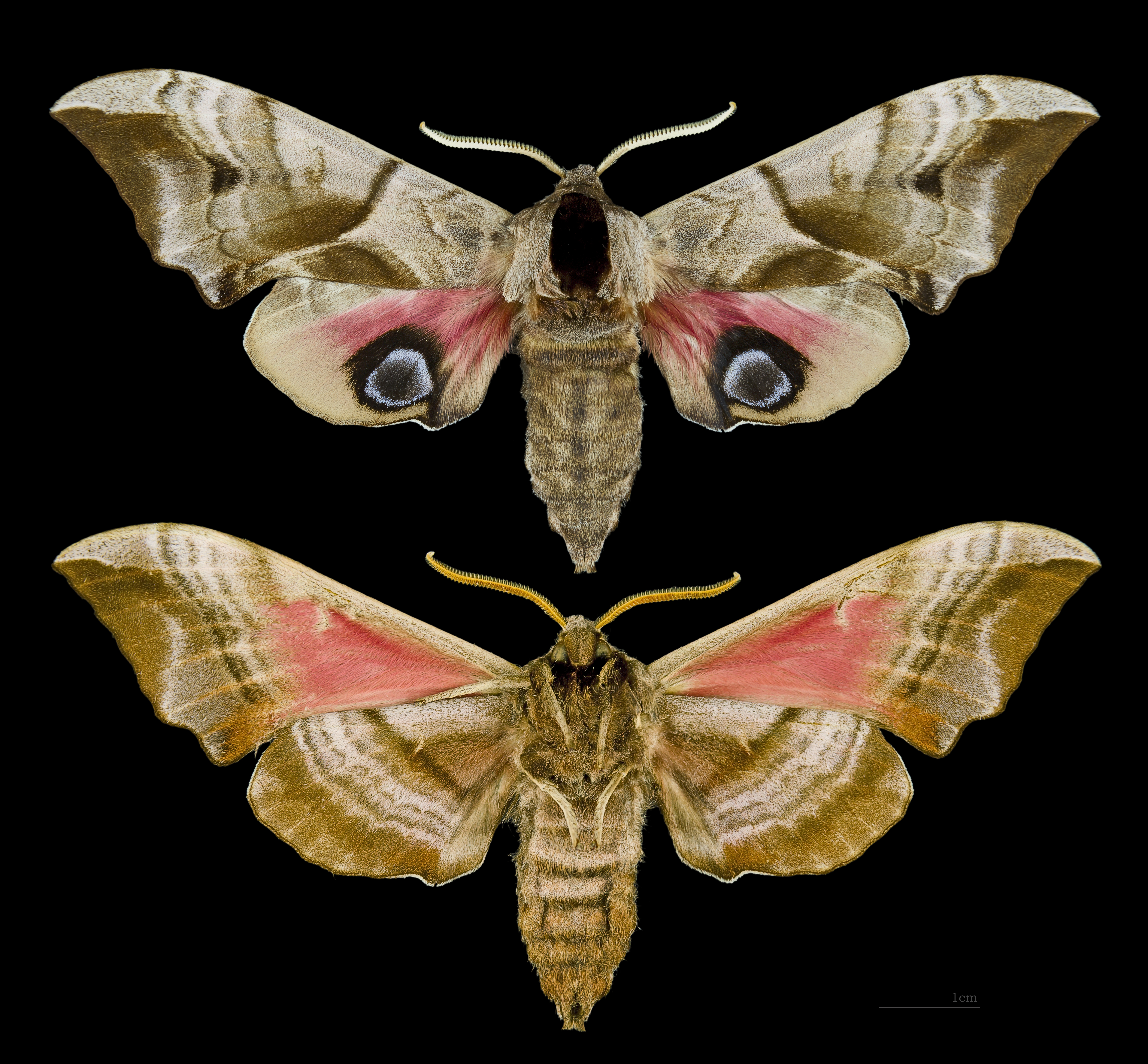
Smerinthus